# Bartholomäus Allet
Bartholomäus Allet (* um 1540; † um 1620) war ein Schweizer Landvogt, Bannerherr und Offizier in fremden Diensten.

## Leben
Bartholomäus Allet entstammte einem Walliser Patriziergeschlecht und war der Sohn des Walliser Landeshauptmanns Peter Allet (* um 1510 in Leuk; † zwischen 24. März und 18. Mai 1569). Er hatte noch zwei Schwestern sowie einen älteren Bruder.
In den Jahren 1571, 1581, 1596 und 1602 war er Meier des Zenden Leuk und von 1580 bis zu seinem Tod dessen Bannerherr.
Von 1583 bis 1585 verwaltete er die Landvogtei Monthey im Unterwallis.
Er trat in französische Dienste und kämpfte als Hauptmann an der Seite des Königs Heinrichs IV. in der Schlacht bei Ivry.
Bartholomäus Allet war in erster Ehe mit Katharina Courten (1540–1592) verheiratet. Gemeinsam hatten sie sechs Kinder:
- Christina Allet (* um 1560), verheiratet mit dem Sittener Bürgermeister Anton de Platea (* um 1560);
- Ursula Allet, verheiratet mit dem Gastwirt Stephan Meichtry (* um 1600);
- Peter Allet (* um 1565; † 1646), Landvogt, verheiratet mit Margrith, Sohn von Martin Guntern;
- Katharina Allet (* um 1570; † 1642), verheiratet in erster Ehe mit dem Landeshauptmann Anton Waldin (* um 1560), in zweiter Ehe mit Bartholomäus Wyss (geb. um 1570) und in dritter Ehe mit dem Landeshauptmann Michael Mageran (* um 1575; † 21. April 1638)[3];
- Eva Allet (* um 1592), verheiratet mit dem Notar Theodor Brunner (* um 1580).

In zweiter Ehe war er mit Elisabeth (* um 1540 in Brig), Tochter des Landeshauptmanns Peter Stockalper und in dritter Ehe mit Christina Guntern verheiratet.

### Reformatorisches Wirken
Um 1585 entstanden in Sitten und Leuk die ersten reformierten Laienverbindungen, deren Mitglieder sich regelmässig zu gemeinsamer Bibellektüre, zu Diskussionen, Gebet und Psalmensingen trafen. Sie diskutierten und stritten darüber, wie sie sich in ihrem katholischen Umfeld verhalten und wie sie ihr Leben nach dem Wort Gottes gestalten sollten. Ablehnung begegnete den Walliser Reformierten nicht in erster Linie von ihren katholischen Nachbarn, sondern von Seiten des Bischofs von Sitten, der 1591 erstmals reformierte Glaubenspraktiken zu unterbinden suchte. In den oberen Zenden kam es zu Unruhen und Gewaltandrohungen gegen die Reformierten und gegen die drei unteren Zenden Leuk, Siders und Sitten, wo die meisten Reformierten lebten.
Zu Beginn des 17. Jahrhunderts gehörte Bartholomäus Allet, wie auch bereits sein Vater, zu den führenden Vertretern des reformierten Glaubens in Leuk. In den Augen der katholischen Orte galt Allet als der «allerbösest» der Walliser Protestanten und nach dem Landschreiber und Staatskanzler Jakob Guntren als «der schädlichste». Sein Schwiegersohn Michael Mageran brach später die die weltliche und kirchliche Macht des Bischofs von Sitten.